# Neil Gray
Neil Gray (Kirkwall, 16 marzo 1986) è un politico scozzese del Partito Nazionale Scozzese (SNP); dal 2024 è Segretario di gabinetto per la sanità e l'assistenza sociale.
In precedenza è stato Segretario di gabinetto per il economia del benessere, il lavoro equo e l'energia dal 2023 al 2024. È membro del Parlamento scozzese per di Airdrie e Shotts dal 2021.
Nato a Kirkwall, Isole Orcadi nel 1986, Gray si è laureato presso l'Università di Stirling nel 2008 con un diploma Bachelor of Arts in politica e giornalismo. In precedenza è stato membro del Parlamento del Regno Unito dal 2015 al 2021.